# Simon Brook
Pour les articles homonymes, voir Brook.
Simon Brook est un réalisateur, scénariste et producteur britannique, né à Londres.

## Biographie
Fils du metteur en scène britannique Peter Brook et de l'actrice britannique Natasha Parry, il est également le petit-fils du réalisateur Gordon Parry et frère de l'actrice et metteuse en scène Irina Brook. 
Il commence sa carrière comme stagiaire dans les studios de Pinewood. Il fait des études d'art dramatique au Drama Centre de Londres (en), puis s'installe à Paris où il travaille comme organisateur pour les tournées européennes de Pina Bausch, du Dave Brubeck Quartet et de la Murray Louis Dance Company.

## Filmographie

### En tant que réalisateur
- 1991 : Minus One , court métrage de 14 minutes
- 1995 : Alice, court métrage de 6 minutes
- 1998 : L'Amazone, documentaire
- 2001 : Karos d'Éthiopie, les amoureux du fleuve (TV), téléfilm documentaire
- 2002 : Brook par Brook - portrait intime (Brook by Brook) (TV), téléfilm documentaire sur son père Peter Brook
- 2003 : Cleopatra's Lost City (TV), téléfilm documentaire
- 2005 : Jungle Magic, documentaire
- 2005 : La Légende vraie de la tour Eiffel (TV), docu-fiction
- 2012 : Sur un fil...
- 2013 : Mon docteur indien (TV) voir sur Vimeo

### En tant que scénariste
- 1991 : Minus One, court métrage de 14 minutes
- 1995 : Alice, court métrage de 6 minutes
- 1998 : L'Amazone, documentaire
- 2001 : Karos d'Éthiopie, les amoureux du fleuve (TV), téléfilm documentaire
- 2005 : Jungle Magic, documentaire
- 2005 : La Légende vraie de la tour Eiffel (TV), docu-fiction

### En tant que producteur
- 2001 : Une équitation sentimentale de Jessica Forde